# The North Star

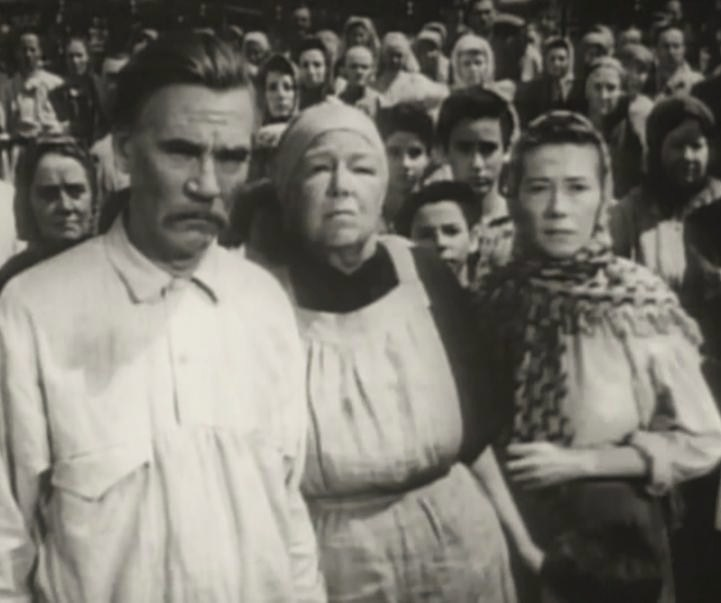
Walter Huston, Esther Dale i Ruth Nelson en un fotograma de la pel·lícula

The North Star és una pel·lícula dramàtica dirigida per Lewis Milestone i protagonitzada per Anne Baxter, Dana Andrews, Walter Huston i Walter Brennan. Basada en una història de Lillian Hellman adaptada per ella mateixa, era una pel·lícula de propaganda pro-soviètica en plena segona guerra mundial i el 1947 va arribar a ser qualificada de subversiva pel House Un-American Activities Committee. Es va estrenar el novembre de 1943. Fou nominada en sis categories en els Premis Oscar de 1943 que foren l'Oscar al millor disseny de producció, a la millor banda sonora, al millor so, als millors efectes visuals, al millor guió original i a la millor fotografia.

## Argument
Juny de 1941, els vilatans ucraïnesos viuen en pau i quan s'acaba el curs escolar, un grup d'amics decideixen viatjar a Kíev per passar unes vacances. Allà es veuen atacats per avions alemanys com a part de la invasió nazi de la Unió Soviètica. Més endavant el seu poble és ocupat pels nazis. Mentrestant, homes i dones van als turons per formar part dels partisans.
La brutalitat dels nazis és revelada quan els alemanys envien el doctor von Harden perquè utilitzi els nens del poble com a font de sang per a transfusions als soldats alemanys ferits. Alguns nens perden tanta sang que moren. Quan el doctor Pavel Kurin, un famós metge ucraïnès, ho descobreix i informa els partisans, aquests es preparen per contraatacar. Llancen un assalt de cavalleria al poble per rescatar les seves famílies. Kurin dispara von Harden. Els camperols s'uneixen, i una noia imagina un futur en el qual "faran un món lliure per a tots els homes".

## Repartiment
- Anne Baxter (Marina Pavlova)
- Dana Andrews (Kolya Simonov)
- Walter Huston (Dr. Pavel Grigorich Kurin)
- Walter Brennan (Karp)
- Ann Harding (Sophia Pavlova)
- Jane Withers (Clavdia Kurina)
- Farley Granger (Damian Simonov)
- Erich von Stroheim (Dr. von Harden)
- Dean Jagger (Rodion Pavlov)
- Carl Benton Reid (Boris Stepanich Simonov)
- Ann Carter (Olga Pavlova)
- Esther Dale (Anna)
- Ruth Nelson (Nadya Simonova)
- Paul Guilfoyle (Iakin)
- Martin Kosleck (Dr. Richter)
- Robert Lowery (pistoler rus)
- Grace Cunard (esposa del granger)

## Premis i nominacions
| Categoria                            | Nominats                                        | Resultat |
| ------------------------------------ | ----------------------------------------------- | -------- |
| Oscar al millor disseny de producció | Perry Ferguson i Howard Bristol                 | Nominat  |
| Millor banda sonora (comèdia)        | Aaron Copland                                   | Nominat  |
| Millor so                            | Thomas T. Moulton                               | Nominat  |
| millor fotografia                    | James Wong Howe                                 | Nominat  |
| millor guió original                 | Lillian Hellman                                 | Nominat  |
| millors efectes visuals              | Thomas T. Moulton, Ray Binger i Clarence Slifer | Nominat  |